# برمید جیوه (II)
برمید جیوه(II) (به انگلیسی: Mercury(II) bromide) با فرمول شیمیایی HgBr۲ یک ترکیب شیمیایی است. که جرم مولی آن ۳۶۰٫۴۱ g/mol می‌باشد. شکل ظاهری این ترکیب، جامد سفید است.